# 王和 (成化進士)
王和（1448年—?），字以節，直隸永平府遷安縣人，民籍，明朝政治人物。進士出身。

## 生平
早年出身國子生，順天府鄉試第七十二名。成化十四年（1478年）戊戌科會試第三百四十一名，殿試登進士第三甲第一百零六名。弘治四年（1491年）二月实授南京貴州道監察御史，六年正月掌南京考察，丁憂歸，服闋，八年五月復除四川道，巡按遼東。十四年三月升山東按察司副使。

## 家族
曾祖父王敬先。祖父王斌。父亲王政，曾任巡檢。母张氏，繼母李氏。具慶下。兄聪、榮。娶高氏！繼娶馬氏。